# Interstate 180 (Nebraska)
Die Interstate 180 (kurz I-180) ist ein kurzer Zubringer, der die Interstate 80 in Lincoln mit der Innenstadt von Lincoln auf einer Länge von 5,58 Kilometer (3,47 Meilen) verbindet. Sie verläuft von der 9th und 10th Streets in Lincoln mit dem Anschluss Exit 401 der Interstate 80. Die I-180 überlappt auf ihrer vollen Länge mit dem U.S. Highway 34.